# カーラカンジャ
カーラカンジャ（Kālakhañjas）とは、インド神話に登場するアスラである。ヒラニヤプラに住む。意味は「聖仙カシュヤパの息子たち」という意味である。ヴィシュヌの足から生まれたとされる。カーラカンジャアスラ衆はパーリ語文献では六道を認めず五道説のため餓鬼界に属する。なおヴェーパチッティアスラ衆は天界に属する。